# Lady Red
Lady Red est un manga de trois pages de Akira Toriyama publié dans Super Jump du 10 avril 1987, jamais édité en français.

## Histoire
L'histoire est celle d'une justicière, « Lady Red », qui tente de combattre le mal malgré le fait que cette activité soit très mal payée. À la fin du manga, elle est victime d'un viol. Son agresseur lui donne de l'argent en dédommagement. Elle décide alors d'exercer le métier de prostituée.

## Analyse
Ce manga a été écrit pour des jeunes adultes. C'est un des rares mangas de Toriyama à évoquer des scènes de relation sexuelle (ici, non consentie). Ce manga inhabituel est certainement le plus caustique de l'auteur. Proche du style graphiquement de Go! Go! Ackman, il possède également ce même humour noir. Les personnages sont plus hargneux, le trait est plus grossier, très proche du cartoon.